# Sorex bairdi
Sorex bairdi е вид бозайник от семейство Земеровкови (Soricidae).

## Разпространение
Видът е разпространен в САЩ (Орегон).